# Naturschutzgebiet Halden südlich Bönkhausen

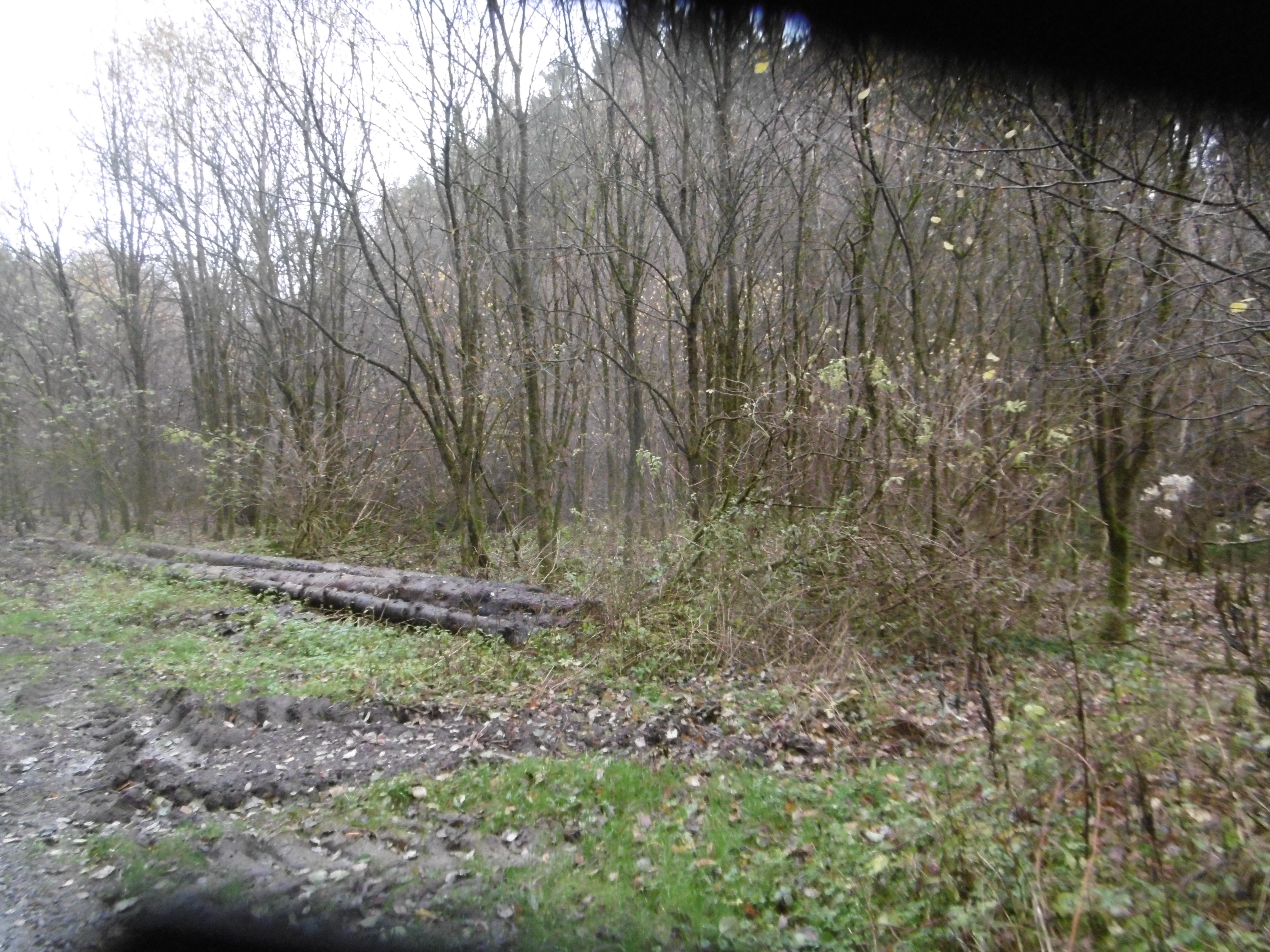
Naturschutzgebiet Halden südlich Bönkhausen

Das Naturschutzgebiet Halden südlich Bönkhausen mit einer Größe von 3 ha liegt bei Bönkhausen im Stadtgebiet von Sundern (Sauerland). Das Gebiet wurde 1993 mit dem Landschaftsplan Sundern durch den Kreistag des Hochsauerlandkreises erstmals als Naturschutzgebiet (NSG) mit einer Flächengröße von 1 ha und dem Namen Naturschutzgebiet Halden südlich Bönkhausen ausgewiesen. Bei der Neuaufstellung des Landschaftsplaners Sundern wurde das NSG erneut ausgewiesen und deutlich vergrößert. Das NSG besteht aus zwei Teilflächen. Das NSG ist umgeben vom Landschaftsschutzgebiet Sundern.

## Beschreibung
Es handelt sich um kleinflächige Halden der historischen Bergbautätigkeit im Bönkhauser Bachtal.

## Schutzzweck
Schutzgrund laut Landschaftsplan: „Schutz, Erhaltung und Optimierung eines kulturhistorisch wertvollen ehemaligen z.T. offenen Bergbaugeländes mit seinen Sonderstandorten aus landeskundlichen und geowissenschaftlichen Gründen; Schutz einer spezialisierten Kryptogamenflora; Schutz der aus den Relikten ehemaligen Erzbergbaues entstandenen Sekundärbiozönosen von regionaler Bedeutung. Das NSG dient auch der nachhaltigen Sicherung von Vorkommen seltener Tier- und Pflanzenarten.“ Wie bei allen Naturschutzgebieten in Deutschland wurde in der Schutzausweisung darauf hingewiesen, dass das Gebiet „wegen der Seltenheit, besonderen Eigenart und Schönheit des Gebietes“ zum Naturschutzgebiet wurde.